# Jan Marsalek
Jan Marsalek (* 15. března 1980 Vídeň) je bývalý rakouský finančník s českými kořeny (jeho praprarodiče přišli do Vídně v době Rakouska-Uherska před 1. světovou válkou).. Vyslovuje se i píše jako Jan Maršálek, jak má jméno zapsané i ve vlastním cestovním pasu. Je na útěku před německými orgány od června 2020 kvůli jeho roli v kolapsu firmy Wirecard, který se řadí mezi největší podvody a finanční skandály století.

## Životopis
Oba jeho prarodiče z otcovy strany jsou potomci českých přistěhovalců do Vídně z doby před 1. světovou válkou. Jeho děda Hans Maršálek (1914-2011) byl rakouský předválečný radikální sociálně-demokratický (až komunistický) aktivista, později vězeň v koncentračním táboře Mauthausen, kde pracoval v administrativě a po 2. světové válce známý jako pečovatel o odkaz obětí tábora a stíháním nacistických zločinců.
Jan Marsalek měl navštěvovat francouzské gymnázium ve Vídni. Není zcela jasné které. Nejpravděpodobnější možné po dotazu ale informaci o studiu nepotvrdilo. Později přestoupil na běžné gymnázium, ze kterého odešel 5 měsíců před maturitou. Ve věku 19 let založil softwarovou společnost. O pár měsíců později 1. února 2010 byl najat a stal se členem představenstva a provozním ředitelem firmy Wirecard. Před jeho zmizením v červnu 2020 byl naposled registrován jako obyvatel Mnichova.

## Podezření
V březnu 2019 začaly The Financial Times odhalovat finanční nesrovnalosti firmy Wirecard ve výši téměř 2 miliardy eur. V červnu 2020 musel být na základě nových důkazů odvolán, čímž byla firma nucena zažádat o ochranu před věřiteli. Marsalek je považován za hlavního viníka účetního skandálu. 
O jeho kauze v rámci Wirecard bylo napsáno několik knih.

## Špionáž pro ruské tajné služby
Podle rakouského policejního zatykače na Egista Otta Marsalek využíval zkompromitované pracovníky zpravodajských služeb ve Vídni ke špehování evropských občanů a k plánování vloupání a atentátů elitními ruskými údernými jednotkami. Podle britské rozvědky Marsalek měl získat kryptografický přístroj velení NATO a pašovat do Moskvy ukradené telefony vysokých rakouských státních úředníků.
Podle zatykače Marsalek pověřil Otta a vysokého rakouského bezpečnostního úředníka Martina Weisse, aby po dobu nejméně pěti let umožňovali práci ruské vojenské rozvědky GRU a kontrarozvědky (FSB) na evropské půdě.
Média publikovala spekulace o jeho znalostech složení novičoku a napojení na ruské a možná i další tajné služby.